# Гуанчжоу Сіті
Гуанчжоу Сіті (кит.: 广州富力足球俱乐部) — китайський футбольний клуб з Гуанчжоу, заснований у 1986 році.
Виступав в Суперлізі. Домашні матчі приймав на стадіоні «Юесюшань», місткістю 18 000 глядачів.

## Історія

### Назви клубу
- 1986—1993: Шеньян (沈阳)
- 1994: Шеньян Дунбей Люяо (沈阳东北六药)
- 1995: Шеньян Хуаян (沈阳华阳)
- 1996—2001: Шеньян Хайші (沈阳海狮)
- 2001—2006: Шеньян Цзіньде (沈阳金德)
- 2007—2010: Чанша Цзіньде (长沙金德)
- 2011：Шеньчжень Фенхуан (深圳凤凰)
- 2011—2020: Гуанчжоу Фулі (广州富力)
- 2020—: Гуанчжоу Сіті